# Elena Evangelo
Elena Evangelo (Queens, ...) è un'attrice, produttrice televisiva e regista statunitense di origine greca.

## Biografia
Elena Evangelo nasce a New York, nel Queens. Nel 2001, dopo vari provini, debutta al cinema con il film Purpose in un piccolissimo ruolo. Nello stesso anno partecipa al cortometraggio 64 Homes, nel ruolo di Lydia, migliore amica della protagonista. Nel 2006 partecipa in un episodio della nota serie TV Detective Monk. Tre anni dopo, nel 2009 torna al cinema con il film G.I. Joe - La nascita dei Cobra. Dal 2011 al 2013 partecipa alla serie televisiva Shameless.

## Filmografia

### Cinema
- Purpose (2001)
- G.I. Joe - La nascita dei Cobra, regia di Stephen Sommers (2009)
- It Followed Me Here (2018)

### Televisione
- Detective Monk (Monk) – serie TV, episodio 7x02 (2006)
- Shameless – serie TV (2011)
- Castle - serie TV, episodio 8x12 (2016)
- NCIS: Hawai'i – serie TV, episodio 2x08 (2022)

## Doppiatrici italiane
Nelle versioni in italiano delle opere in cui ha recitato, Elena Evangelo è stata doppiata da:
- Marina Guadagno in Castle
- Emilia Costa in NCIS: Hawai'i